# Tillandsia tomekii
Tillandsia tomekii là một loài thực vật có hoa trong họ Bromeliaceae. Loài này được L.Hrom. mô tả khoa học đầu tiên năm 2005.